# Batalla de Caporetto
La batalla de Caporetto, también conocida como batalla de Kobarid, duodécima batalla del Isonzo o batalla de Karfreit por los Imperios Centrales, tuvo lugar desde el 24 de octubre hasta el 9 de noviembre de 1917. El combate se libró en las cercanías de Kobarid (Eslovenia) en la frontera austroitaliana, donde se encontraba el frente italiano durante la Primera Guerra Mundial.

## Antecedentes
El estancamiento de la lucha en el frente ítalo-austriaco estaba simbolizado por los fracasos de las fuerzas italianas en las sucesivas batallas del Isonzo, las cuales habían logrado pequeñas ganancias territoriales para Italia, pero obtenidas a costa de serias pérdidas de tropas y material. En las dos últimas batallas del frente, la décima y la decimoprimera, los italianos habían sufrido trescientas mil bajas; desde mayo de 1915, habían tenido setecientas veinte mil. Las fuerzas del Imperio austrohúngaro estaban también agotadas en sus posiciones defensivas, viéndose obligadas a sostener en simultáneo una lucha contra Rusia en el frente oriental y mantener numerosas unidades desplegadas en la región del Trentino para impedir nuevas ofensivas italianas. Sin colaboración francesa ni británica y ante la llegada del crudo invierno alpino, el alto mando italiano abandonó los planes de acometer una nueva ofensiva hasta la primavera de 1918.
Por su parte, los mandos austrohúngaros temían que, si no tomaban la iniciativa y mantenían su estrategia casi puramente defensiva, la debilidad de su línea condujese pronto a su ruptura. Una vez descartada una nueva ofensiva en el Trentino a causa de la llegada del invierno, el mando optó por atacar al enemigo en el Isonzo, si bien para ello necesitó ayuda de Alemania, puesto que Austria-Hungría carecía de los efectivos necesarios para llevarla a cabo por sí sola.
A mediados de 1917 Austria-Hungría recibió apoyo militar del Imperio alemán en su lucha contra los italianos, ayuda expresada en la llegada de divisiones alemanas al teatro de operaciones de los Alpes. Para esa fecha los dos bandos de la contienda habían desarrollado «tácticas de infiltración» para destruir las líneas enemigas mediante el empleo de fuerzas de choque especialmente preparadas (Sturmtruppen en alemán), destinadas a lanzar un primer asalto frontal de gran violencia e infiltrarse de inmediato tras las líneas enemigas para sembrar el caos, tras lo cual avanzaría la infantería de línea para aprovechar la breve ruptura de la defensa enemiga, empleando en esta fase los gases, cañoneo intermitente y ametralladoras. El general alemán Oskar von Hutier había sido un especialista en la planificación y empleo de estas tácticas y fue enviado en ayuda de sus colegas austrohúngaros para lanzar una ofensiva definitiva sobre las líneas italianas.
El combate utilizó nuevas formas de teoría militar elaboradas por los estrategas alemanes y aplicadas por primera vez contra los italianos. Esas elucubraciones preveían concentrar pequeños grupos de soldados que rompieran la línea del frente enemigo en una distancia máxima de uno o dos kilómetros (normalmente las ofensivas se desarrollaban en unos treinta kilómetros) y que penetraran rápidamente en la retaguardia enemiga, y ya en esas posiciones amenazaran las tropas que no se habían movido desde el frente, considerando que en el montañoso teatro de combate (los Alpes) era inviable desplegar grandes masas de tropas en un solo ataque. Para ello, la táctica alemana postulaba no atacar por la línea del río Isonzo, situada en el llano, sino aprovechar las alturas alpinas para caer sobre las líneas italianas.

## Preparativos
Los alemanes aportaron siete divisiones para la acometida (la 117.ª, 200.ª de montaña, 5.ª, 12.ª, 26.ª [las tres de cazadores] y dos divisiones veteranas de la operación de Riga), además del Alpenkorps, encuadrados todos en el 14.º Ejército de Von Bulow. El objetivo de estas tropas era avanzar en dirección Caporetto-Cividale. Los austrohúngaros, por su parte, participaron con otras tantas divisiones al mando de Svetozar Boroević, que debían atacar Gorizia.
Frente al 14.º Ejército de Von Bulow se hallaba el 2.º Ejército italiano del general Capello, compuesto por doscientos mil soldados. En la zona de Caporetto estaba concentrado la mitad del ejército, dos cuerpos con quinientos cañones y setecientos obuses, frente a las dos mil quinientas piezas de artillería (de ellas, 1.134 obuses) del enemigo.
El ataque se fijó para el día 22 de octubre, pero el mal tiempo hizo que se pospusiese hasta el 24.

## La batalla
A las tres de la mañana del 24 de octubre, las unidades de Otto von Below, concentradas en los alrededores de Tolmino, Caporetto y Plezzo junto al río Isonzo desencadenaron la acometida contra el enemigo. El ataque comenzó con un gran bombardeo de fosgeno, nuevo gas para el que las máscaras italianas no proporcionaban protección.
El objetivo principal del 14.º Ejército alemán era el 2.º Ejército italiano del general Luigi Capello, que había retrasado las medidas defensivas que había ordenado el jefe del Estado Mayor, Luigi Cadorna. Además de la ofensiva principal, que realizó el 14.º Ejército, el 1.er Ejército austrohúngaro, desplegado en la línea del Isonzo, atacó para inmovilizar al enemigo. El primer objetivo era la antigua frontera austro-italiana; si se alcanzaba esta, el 14.º debía cruzar el río Tagliamento y facilitar que también lo cruzase el 2.º Ejército. Los ejércitos del Isonzo al norte del 14.º debían dirigirse hacia el suroeste, hacia el río Piave, en dirección al 3.er Ejército italiano de Manuel Filiberto de Saboya.

### Primer embate

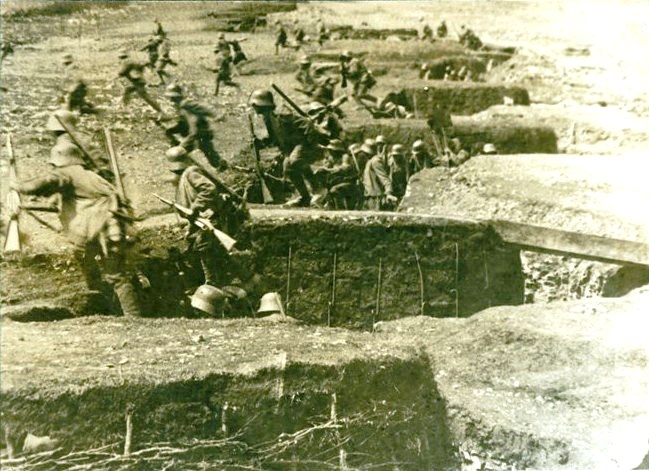
Infantes austrohúngaros al asalto en la línea del Isonzo.

Tras un cese temporal del bombardeo, este se reanudó algunas horas después, con el concurso de los obuses. A las ocho explotaron dos grandes minas bajo las posiciones italianas en los montes Rosso y Mrzli y al punto la infantería austroalemana asaltó la línea enemiga. Los imperiales se apoderaron rápidamente de la línea enemiga, sin que los italianos pudiesen frenar el avance, que se verificó con mal tiempo. En tres horas de combates, los italianos habían perdido dos divisiones y los austro-alemanes habían quebrado la segunda y última línea defensiva enemiga. Hacia las 12:30 las primeras unidades cruzaron el Isonzo y a las 13:15 se apoderaron de Caporetto.
Los alemanes aplicaron tácticas perfeccionadas en el frente occidental: un gran bombardeo con casi dos mil piezas de artillería —quinientas de gran calibre— que operaban desde un saliente del frente y utilizaban gases tóxicos, al que seguía el asalto de la infantería provista de granadas y lanzallamas.
La vanguardia alemana rodeó los puntos fuertes enemigos, que eliminaron las unidades que la seguían, y avanzó en medio de la niebla y la lluvia, lo que permitió un avance veloz.. La niebla permitió además a los austroalemanes avanzar por los valles en vez de entretenerse en dominar las alturas, como era habitual en el combate en la montaña. En los valles la resistencia italiana, minada por el gas, fue mínima y permitió que a medianoche los atacantes hubiesen alcanzado casi todos los objetivos fijados para el día y la vanguardia hubiese penetrado veintisiete kilómetros en las líneas enemigas. Los italianos habían perdido casi veinticinco mil prisioneros y casi cien cañones.
El avance enemigo hizo que Cadorna se plantease replegar a las unidades al río Tagliamento, para recomponer la línea, tras la pérdida de las últimas posiciones de montaña en el Isonzo; el 26 de octubre dio la orden. Incapaz de detener a los austroalemanes, acabó por ordenar primero una retirada general, primero al Tagliamento y luego al Piave. El 27 los austro-alemanes se adueñaron de Cividale y siguieron avanzando hacia Údine, que tomaron al día siguiente. Las divisiones de caballería del 2.ª Ejército italiano, que formaban la retaguardia, fueron apresadas por el enemigo. Los restos del 2.º Ejército italiano y el 3.º llegaron al Tagliamento el 1 de noviembre. Este último se había librado por poco de verse embolsado por las divisiones enemigas y a duras penas logró cruzar el Tagliamento antes que ellas, no sin perder parte de sus efectivos. Sin embargo, dos unidades enemigas habían conseguido cruzarlo antes de que los italianos hubiesen podido organizarse a lo largo de él. En los combates que se libraron junto al río, el 2.º Ejército italiano perdió una de las cuatro divisiones que aún conservaba. En los días que siguieron, el 14.º Ejército alemán desbarató las otras tres; el 2.º Ejército quedó casi completamente destruido. El 4 de noviembre, los atacantes quebraron las defensas del Tagliamento y avanzaron hacia Valeriano y Pinzano. Para entonces, tras diez días de combate, los italianos habían perdido ciento ochenta mil soldados hechos prisioneros por el enemigo, cuatrocientos mil por deserciones, dos mil cañones; esto suponía un cuarto del total de soldados del Ejército. Como consecuencia de la derrota en el Tagliamento, el 4 de noviembre Cadorna ordenó la retirada al Piave.
Si bien el avance de las unidades del noreste era rápida, las del Isonzo, que deberían haber impedido a las italianas replegarse, no lo hicieron. Gracias a ello el 3.er Ejército italiano pudo retirarse hacia el oeste.

### Aprovechamiento de la brecha
En efecto, el 2 de noviembre algunas unidades alemanas habían conseguido cruzar el Tagliamento, al igual que una unidad bosnia, que lo logró al día siguiente. La semana siguiente los combates casi cesaron: los dos ejércitos se dedicaron a marchar hacia el suroeste para trasponer el Piave. El italiano llegó al río el 9 de noviembre y en él fijó la nueva línea de defensa. Al día siguiente llegó la vanguardia enemiga. Los italianos, tras cruzar el río, habían volado todos los puentes. El día 7, Cadorna había sido sustituido por Armando Diaz, principalmente para mejorar el ánimo de la tropa, puesto que no cambió los planes de su predecesor en el cargo.
El avance austrohúngaro se detuvo allí; salvo el 2.º Ejército, que había quedado destruido en los combates, el resto de unidades había logrado en su mayoría replegarse tras el río y volar los puentes. El resto de ejércitos, tanto los desplegados en la montaña como el 3.º que se había retirado casi sin sufrir percances desde el Isonzo, formaron una nueva recia línea a lo largo del río que frenó la ofensiva enemiga.
En la batalla, los italianos habían perdido trescientos mil prisioneros, la mitad de la artillería —tres mil cañones—, además de trescientos mil fusiles, setenta y tres mil bestias de carga, dos mil quinientos automóviles y gran cantidad de víveres. Pese a ello, las pérdidas fueron menores de lo esperado, tanto por los errores del mando austroalemán que permitió que los italianos salvasen algunas unidades menores del 2.º Ejército y la posición del Monte Grappa, como por la falta de unidades rápidas que hubiesen podido cortar la retirada italiana.

## Estabilización del frente
Los austroalemanes además comenzaron a tener problemas de abastecimiento pues se hallaban a más de ciento cincuenta kilómetros de sus líneas férreas y el transporte motorizado y con animales solo permitía el suministro de un reducido porcentaje del material necesario. Carecían, por tanto, de los medios para asaltar el Piave.
El tardío intento de avanzar desde el Trentino a mediados de noviembre fracasó, tanto por la resistencia italiana como por la crudeza del invierno. Los austrohúngaros solo lograron conquistar Asiago, pero no el crucial monte Grappa. Británicos y franceses enviaron además once divisiones —cinco los primeros y seis los segundos—, que colaboraron en sostener la línea del Piave. Los últimos asaltos austrohúngaros en diciembre, menores, no cambiaron la situación.

## Balance

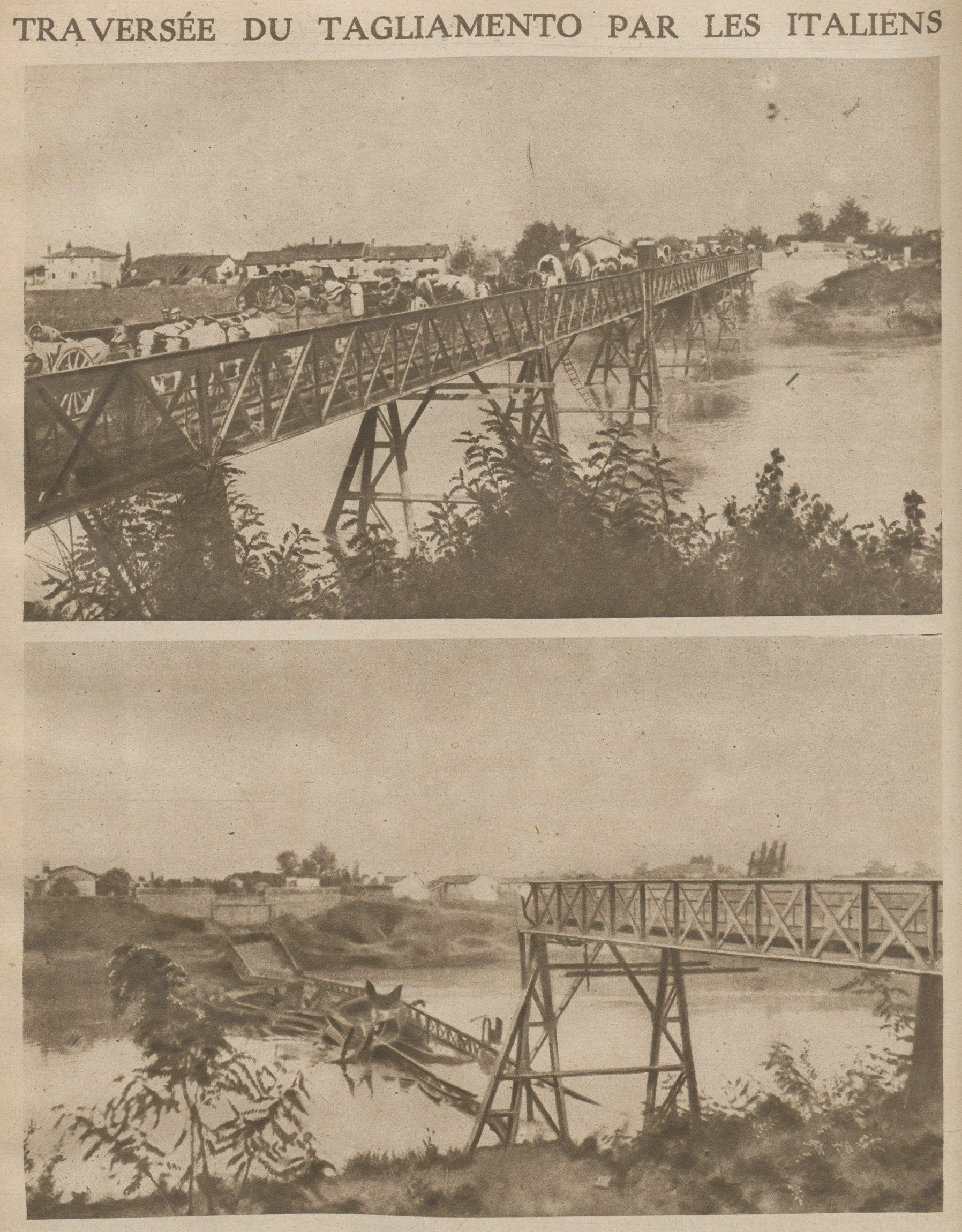
Repliegue italiano tras el Tagliamento tras los combates en torno a Caporetto.

### Victoria pasajera de los Imperios centrales
La victoria permitió a los austroalemanes apoderarse de parte del Véneto y llegar a cien kilómetros de Venecia. Además, obtuvieron abundante armamento y material: 3136 cañones, 1732 morteros,, 300 000 fusiles, 73000 caballos y mulas, 2500 automóviles, sin contar las vituallas y la munición.
Poco después de la victoria, los alemanes retiraron sus unidades de este frente, que Ludendorff consideraba secundario; el triunfo no le hizo cambiar de idea ni atender las peticiones austrohúngaras de que las mantuviese en Italia.

### Bajas
Los italianos sufrieron en la batalla 10 000 muertos, 30 000 heridos y 293 942 prisioneros; se calcula además que otros cuatrocientos mil soldados desertaron.

### Combates de noviembre de 1917 a noviembre de -1918
Durante en invierno y la primavera siguiente, los austrohúngaros trataron infructuosamente de franquear el Piave y libraron con los italianos la llamada batalla del Piave. En el otoño, tomaron la iniciativa los italianos en la batalla de Vittorio Veneto. El 24 de octubre de 1918, las unidades Aliadas traspusieron el Piave al tiempo que las desplegadas en el frente macedonio alcanzaban la frontera austrohúngara en el Danubio. Esto hizo que el imperio se aviniese a firmar el Armisticio de Padua.

### Consecuencias políticas y diplomáticas
La victoria de los Imperios centrales tuvo importantes repercusiones políticas para los dos bandos. Por un lado, acabaron con las negociaciones de paz que había llevado a cabo el emperador Carlos durante la primavera y el verano y pospusieron los proyectos de reforma del imperio hasta el fin del conflicto. El reparto del material capturado al enemigo originó, por otro lado, tensiones entre los dos imperios vencedores en la batalla.
En el bando aliado, la batalla también tuvo consecuencias importantes. La presidencia del Gobierno pasó a Vittorio Orlando y el alto mando militar fue remozado. El descalabro le permitió al nuevo Gobierno destituir del mando supremo a Luigi Cadorna. Británicos y franceses enviaron divisiones a Italia y sometieron al país al mando militar conjunto.
La victoria de los Imperios centrales determinó también que los Estados Unidos declarasen la guerra al Imperio austrohúngaro.

## La batalla

### Ofensiva austroalemana
Las tropas austrohúngaras lideradas por el general Otto von Below, reforzadas con efectivos alemanes del general Oskar von Hutier, lanzaron su ofensiva en la mañana del 24 de octubre de 1917 sobre las posiciones italianas cercanas a la localidad eslovena de Kobarid (en italiano Caporetto), y prontamente rompieron el frente italiano y dispersaron a las fuerzas italianas que defendían la posición.
El alto mando italiano había repartido máscaras antigás pero de mala calidad, así como escasa munición de artillería, lo cual causó que al momento del ataque los defensores italianos no pudieran reorganizarse tras el primer impacto. El mismo día 24 los alemanes y austrohúngaros aprovecharon la brecha abierta en Caporetto y se lanzaron hacia las llanuras para destruir a las fuerzas italianas allí estacionadas, avanzando 25 kilómetros e invadiendo territorio de Italia propiamente dicho, por primera vez desde el inicio de la guerra.
Para colmo, el general italiano Luigi Cadorna, jefe del mando supremo del Segundo ejército Italiano instalado en la zona, prohibió toda retirada e insistió en que los oficiales mantuvieran la resistencia a ultranza, aun cuando desde el día 25 las posiciones italianas empezaron a ser cercadas o destruidas por tropas austroalemanas más numerosas. Cadorna ordenó que las fuerzas bajo su mando lanzaran contraataques a nivel local, aunque el Regio Esercito no disponía prácticamente de reservas móviles para apoyar tales contraataques y menos todavía para liberar a las unidades atrapadas en el masivo cerco austroalemán, siendo que sólo una retirada general pero organizada podría evitar un desastre. A pesar de ello, el propio Cadorna amenazó con fusilar a los oficiales que permitieran una retirada, lo cual terminó de desmoralizar a las fuerzas italianas.

### Desastre en las líneas italianas

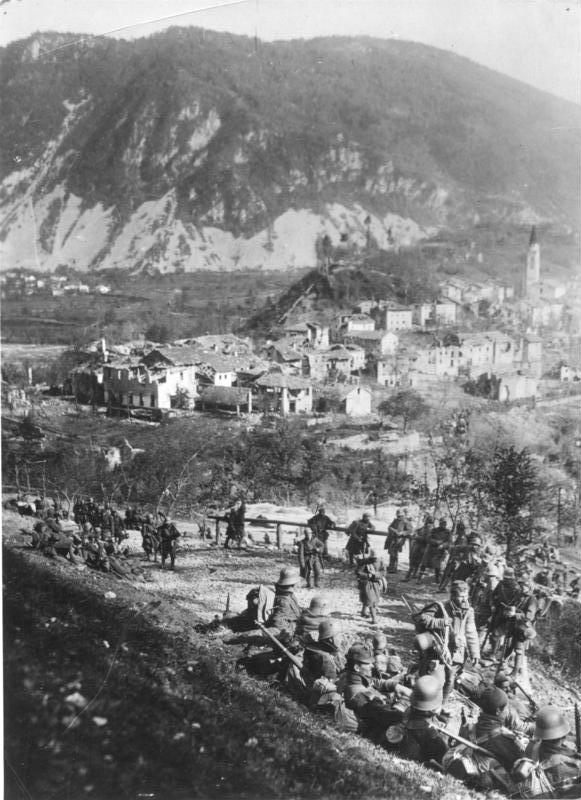
Tropas austrohúngaras tras cruzar el río Isonzo, octubre de 1918.

Con el paso de los días la situación de los italianos empeoraba al advertirse la gran velocidad del avance austroalemán y la falta de reservas móviles para detenerlo, más aún por cuanto el Estado Mayor italiano no había previsto el empleo de tácticas de infiltración en las alturas alpinas, y el envío de refuerzos implicaba debilitar otros puntos del frente, hasta hacerlo totalmente inestable. El 28 de octubre las líneas italianas se habían derrumbado ante la presión y los austroalemanes tomaban la ciudad italiana de Údine. Ese día, el general Luigi Cadorna autorizó la retirada hacia el río Tagliamento, mientras que sus pasadas amenazas, lejos de mantener el orden, desmoralizaron más a los soldados italianos cercados que empezaron a rendirse masivamente a los austroalemanes antes que sostener una lucha tan desesperada como inútil.
El plan italiano era mantener una línea de defensa con base en dicho río, pero la rapidez y violencia de la infiltración austroalemana hizo imposible cumplir tal proyecto, más aún porque la escasez de medios de transporte hacía que casi todos los batallones italianos debieran retirarse y luchar en simultáneo, sin poder destinar una cantidad específica de tropas para la retaguardia. Así, al llegar los italianos al Tagliamento, sus retaguardias seguían siendo hostigadas por los austroalemanes, por lo que el 30 de octubre el general Cadorna autorizó a sus tropas el cruce del río para evitar una aniquilación completa. Hacia el 2 de noviembre los italianos terminaron de cruzar el Tagliamento, abandonando armas, material bélico y numerosos prisioneros; precisamente en esa misma fecha los austroalemanes llegaban a la orilla norte del Tagliamento y establecían sus cabezas de puente.

### Retirada italiana
Las unidades del Regio Esercito que habían sobrevivido a la ofensiva estaban agotadas, desordenadas y carentes de la mayor parte de sus equipos bélicos, por lo cual no podrían mantener una línea de defensa organizada. Ante ello Cadorna se vio obligado a ordenar que la retirada continuase hacia el sudoeste del Tagliamento, seguidos los soldados por una masa de decenas de miles de refugiados civiles italianos.
El 6 de noviembre los italianos se retiraron hacia el río Livenza, dejando todavía más territorio en poder de los austroalemanes. En esa misma fecha Cadorna fue retirado del mando por orden directa del primer ministro Vittorio Emanuele Orlando y fue reemplazado por el general Armando Diaz, quien logró reorganizar las fuerzas en retirada pese a los ataques austroalemanes y formó una nueva línea de defensa en el río Piave el 12 de noviembre, deteniendo la ofensiva austroalemana que ya había sobrepasado sus líneas de abastecimiento.

## Consecuencias
El botín de la ofensiva austroalemana fue cuantioso, y la derrota del ejército italiano una de las peores de toda la Gran Guerra. Más de 270 000 italianos fueron capturados por los austriacos, y otros 300 000 italianos que lograron huir del desastre tuvieron que ser reorganizados y reequipados al abandonar casi todo su bagaje militar. Las fuerzas austroalemanas sufrieron serias bajas conforme la resistencia italiana se endurecía durante la retirada, pero al final lograron avanzar más de 100 kilómetros e invadieron el propio territorio italiano en dirección a Venecia. Los austrohúngaros fueron detenidos finalmente en el río Piave, donde los italianos habían establecido una nueva línea defensiva, que se mantuvo durante el resto de la guerra hasta la batalla de Vittorio Veneto. Durante esta batalla, el batallón alemán mandado por Theodor Sproesser y en el que Erwin Rommel era Oberleutnant desempeñó un importante papel. En Roma, el gobierno presidido por Paolo Boselli cayó el 29 de octubre como resultado de la grave derrota de Caporetto y fue reemplazado por un nuevo gabinete encabezado por Vittorio Emmanuele Orlando, quien mantendría el cargo hasta junio de 1919.
Preocupados por la situación italiana, los Aliados convocaron una conferencia en Rávena, donde el rey Víctor Manuel III les aseguró que el ejército italiano iba a mantener sus posiciones sin problema alguno. Y así fue: hasta el final de la guerra en 1918, el frente italiano se estabilizó en la línea del río Piave.
Los sangrientos resultados de la Batalla de Caporetto fueron vívidamente descritos por Ernest Hemingway en su novela Adiós a las armas (A Farewell to Arms).
Entre los generales italianos, dirigidos por Luigi Cadorna, se encontraba también el futuro mariscal de Italia Pietro Badoglio, de participación destacada en la Segunda Guerra Mundial y que, al igual que muchos otros mandos militares, abandonaron sus posiciones y se dieron a la fuga en Caporetto.
El término «Caporetto», tras esta batalla, cobró un significado especial en Italia y designaba una terrible derrota. Así, la fallida huelga general de 1922 por parte de los socialistas, fue bautizada por Mussolini como «el Caporetto del socialismo italiano». El historiador Giorgio Rochat ha considerado la batalla de Caporetto como «el nudo crucial del conflicto bélico», mientras que Patrizia Dogliani sitúa en esta derrota italiana el comienzo del clima social que daría origen al fascismo. Para esta investigadora, la propagación de noticias falsas referentes a este episodio bélico también supuso en su momento «la experiencia de psicología de masas y manipulación de la información más importante anterior al fascismo, cuya lección aprendió este».